# Almedalen
Almedalen är en parkanläggning i Visby på Gotland. Där fanns under medeltiden den gamla hamnen, med nio portar som vette från den mot den tidens handelsgata – Strandgatan. Strax intill den stora dammen finns Kruttornet, ringmurens äldsta torn, där invigningen av Medeltidsveckan sker varje år. Stadens officiella Valborgsmässofirande sker i Almedalen. Vid parken ligger Almedalsbiblioteket, kongresshallen Wisby Strand, Uppsala universitet Campus Gotland samt Gotlands studentkår Rindis kårhus, Rindiborgen, ett före detta varmbadhus.
Parken är också känd för Almedalsveckan.

## Källhänvisningar
1. ↑  "Almedalen". NE.se. Läst 20 november 2014.